# Álex Pereira
Alejandro Américo Pereira Amorim (Caracas, Venezuela, 15 de enero de 1977) conocido como Álex Pereira, es un exfutbolista venezolano que jugaba como defensa.

## Clubes
| Club                       | País   | Año       |
| -------------------------- | ------ | --------- |
| U. P. Langreo              | España | 1997-1998 |
| Real Sporting de Gijón "B" | España | 1998-2001 |
| Real Sporting de Gijón     | España | 2001      |
| R. C. Recreativo de Huelva | España | 2001-2005 |